# I Feel It Coming
I Feel It Coming is een single uit 2016 van The Weeknd in samenwerking met Daft Punk. Het is de tweede single van The Weeknd's derde studioalbum Starboy. De stijl van het nummer is een mix van synthesizer-pop en moderne R&B.

## Achtergrondinformatie
Het nummer werd wereldwijd een grote hit. In The Weeknds thuisland Canada haalde het de 10e positie, en in Daft Punks thuisland Frankrijk werd het een nummer 1-hit. In de Nederlandse Top 40 haalde het nummer de 3e positie, en in de Vlaamse Ultratop 50 de 27e positie.

## Hitnoteringen

### Nederlandse Top 40
| Hitnotering: 03-12-2016 t/m 08-04-2017 | Hitnotering: 03-12-2016 t/m 08-04-2017 | Hitnotering: 03-12-2016 t/m 08-04-2017 | Hitnotering: 03-12-2016 t/m 08-04-2017 | Hitnotering: 03-12-2016 t/m 08-04-2017 | Hitnotering: 03-12-2016 t/m 08-04-2017 | Hitnotering: 03-12-2016 t/m 08-04-2017 | Hitnotering: 03-12-2016 t/m 08-04-2017 | Hitnotering: 03-12-2016 t/m 08-04-2017 | Hitnotering: 03-12-2016 t/m 08-04-2017 | Hitnotering: 03-12-2016 t/m 08-04-2017 | Hitnotering: 03-12-2016 t/m 08-04-2017 | Hitnotering: 03-12-2016 t/m 08-04-2017 | Hitnotering: 03-12-2016 t/m 08-04-2017 | Hitnotering: 03-12-2016 t/m 08-04-2017 | Hitnotering: 03-12-2016 t/m 08-04-2017 | Hitnotering: 03-12-2016 t/m 08-04-2017 | Hitnotering: 03-12-2016 t/m 08-04-2017 | Hitnotering: 03-12-2016 t/m 08-04-2017 | Hitnotering: 03-12-2016 t/m 08-04-2017 | Hitnotering: 03-12-2016 t/m 08-04-2017 |
| Week:                                  | 1                                      | 2                                      | 3                                      | 4                                      | 5                                      | 6                                      | 7                                      | 8                                      | 9                                      | 10                                     | 11                                     | 12                                     | 13                                     | 14                                     | 15                                     | 16                                     | 17                                     | 18                                     | 19                                     |                                        |
| -------------------------------------- | -------------------------------------- | -------------------------------------- | -------------------------------------- | -------------------------------------- | -------------------------------------- | -------------------------------------- | -------------------------------------- | -------------------------------------- | -------------------------------------- | -------------------------------------- | -------------------------------------- | -------------------------------------- | -------------------------------------- | -------------------------------------- | -------------------------------------- | -------------------------------------- | -------------------------------------- | -------------------------------------- | -------------------------------------- | -------------------------------------- |
| Positie:                               | 22                                     | 15                                     | 11                                     | 6                                      | 3                                      | 3                                      | 4                                      | 5                                      | 6                                      | 8                                      | 11                                     | 12                                     | 12                                     | 13                                     | 16                                     | 19                                     | 24                                     | 33                                     | 39                                     | uit                                    |

### NederlandseSingle Top 100
| Hitnotering: 26-11-2016 t/m 27-05-2017 | Hitnotering: 26-11-2016 t/m 27-05-2017 | Hitnotering: 26-11-2016 t/m 27-05-2017 | Hitnotering: 26-11-2016 t/m 27-05-2017 | Hitnotering: 26-11-2016 t/m 27-05-2017 | Hitnotering: 26-11-2016 t/m 27-05-2017 | Hitnotering: 26-11-2016 t/m 27-05-2017 | Hitnotering: 26-11-2016 t/m 27-05-2017 | Hitnotering: 26-11-2016 t/m 27-05-2017 | Hitnotering: 26-11-2016 t/m 27-05-2017 | Hitnotering: 26-11-2016 t/m 27-05-2017 | Hitnotering: 26-11-2016 t/m 27-05-2017 | Hitnotering: 26-11-2016 t/m 27-05-2017 | Hitnotering: 26-11-2016 t/m 27-05-2017 | Hitnotering: 26-11-2016 t/m 27-05-2017 |
| Week:                                  | 1                                      | 2                                      | 3                                      | 4                                      | 5                                      | 6                                      | 7                                      | 8                                      | 9                                      | 10                                     | 11                                     | 12                                     | 13                                     | 14                                     |
| -------------------------------------- | -------------------------------------- | -------------------------------------- | -------------------------------------- | -------------------------------------- | -------------------------------------- | -------------------------------------- | -------------------------------------- | -------------------------------------- | -------------------------------------- | -------------------------------------- | -------------------------------------- | -------------------------------------- | -------------------------------------- | -------------------------------------- |
| Positie:                               | 34                                     | 4                                      | 4                                      | 5                                      | 6                                      | 10                                     | 8                                      | 8                                      | 8                                      | 9                                      | 11                                     | 11                                     | 13                                     | 13                                     |
| Week:                                  | 15                                     | 16                                     | 17                                     | 18                                     | 19                                     | 20                                     | 21                                     | 22                                     | 23                                     | 24                                     | 25                                     | 26                                     | 27                                     |                                        |
| Positie:                               | 15                                     | 30                                     | 28                                     | 43                                     | 48                                     | 55                                     | 53                                     | 64                                     | 57                                     | 68                                     | 68                                     | 81                                     | 94                                     | uit                                    |

### NederlandseMega Top 50
| Hitnotering: 26-11-2016 t/m 22-04-2017 | Hitnotering: 26-11-2016 t/m 22-04-2017 | Hitnotering: 26-11-2016 t/m 22-04-2017 | Hitnotering: 26-11-2016 t/m 22-04-2017 | Hitnotering: 26-11-2016 t/m 22-04-2017 | Hitnotering: 26-11-2016 t/m 22-04-2017 | Hitnotering: 26-11-2016 t/m 22-04-2017 | Hitnotering: 26-11-2016 t/m 22-04-2017 | Hitnotering: 26-11-2016 t/m 22-04-2017 | Hitnotering: 26-11-2016 t/m 22-04-2017 | Hitnotering: 26-11-2016 t/m 22-04-2017 | Hitnotering: 26-11-2016 t/m 22-04-2017 | Hitnotering: 26-11-2016 t/m 22-04-2017 | Hitnotering: 26-11-2016 t/m 22-04-2017 | Hitnotering: 26-11-2016 t/m 22-04-2017 | Hitnotering: 26-11-2016 t/m 22-04-2017 | Hitnotering: 26-11-2016 t/m 22-04-2017 | Hitnotering: 26-11-2016 t/m 22-04-2017 | Hitnotering: 26-11-2016 t/m 22-04-2017 | Hitnotering: 26-11-2016 t/m 22-04-2017 | Hitnotering: 26-11-2016 t/m 22-04-2017 | Hitnotering: 26-11-2016 t/m 22-04-2017 | Hitnotering: 26-11-2016 t/m 22-04-2017 | Hitnotering: 26-11-2016 t/m 22-04-2017 |
| Week:                                  | 1                                      | 2                                      | 3                                      | 4                                      | 5                                      | 6                                      | 7                                      | 8                                      | 9                                      | 10                                     | 11                                     | 12                                     | 13                                     | 14                                     | 15                                     | 16                                     | 17                                     | 18                                     | 19                                     | 20                                     | 21                                     | 22                                     |                                        |
| -------------------------------------- | -------------------------------------- | -------------------------------------- | -------------------------------------- | -------------------------------------- | -------------------------------------- | -------------------------------------- | -------------------------------------- | -------------------------------------- | -------------------------------------- | -------------------------------------- | -------------------------------------- | -------------------------------------- | -------------------------------------- | -------------------------------------- | -------------------------------------- | -------------------------------------- | -------------------------------------- | -------------------------------------- | -------------------------------------- | -------------------------------------- | -------------------------------------- | -------------------------------------- | -------------------------------------- |
| Positie:                               | 21                                     | 10                                     | 8                                      | 9                                      | 8                                      | 9                                      | 10                                     | 9                                      | 5                                      | 6                                      | 12                                     | 10                                     | 13                                     | 15                                     | 23                                     | 24                                     | 27                                     | 31                                     | 31                                     | 35                                     | 38                                     | 42                                     | uit                                    |

### VlaamseUltratop 50
| Hitnotering: (week 1) 10-12-2016 Hitnotering: (week 2 t/m 22) 14-01-2017 t/m 03-06-2017 | Hitnotering: (week 1) 10-12-2016 Hitnotering: (week 2 t/m 22) 14-01-2017 t/m 03-06-2017 | Hitnotering: (week 1) 10-12-2016 Hitnotering: (week 2 t/m 22) 14-01-2017 t/m 03-06-2017 | Hitnotering: (week 1) 10-12-2016 Hitnotering: (week 2 t/m 22) 14-01-2017 t/m 03-06-2017 | Hitnotering: (week 1) 10-12-2016 Hitnotering: (week 2 t/m 22) 14-01-2017 t/m 03-06-2017 | Hitnotering: (week 1) 10-12-2016 Hitnotering: (week 2 t/m 22) 14-01-2017 t/m 03-06-2017 | Hitnotering: (week 1) 10-12-2016 Hitnotering: (week 2 t/m 22) 14-01-2017 t/m 03-06-2017 | Hitnotering: (week 1) 10-12-2016 Hitnotering: (week 2 t/m 22) 14-01-2017 t/m 03-06-2017 | Hitnotering: (week 1) 10-12-2016 Hitnotering: (week 2 t/m 22) 14-01-2017 t/m 03-06-2017 | Hitnotering: (week 1) 10-12-2016 Hitnotering: (week 2 t/m 22) 14-01-2017 t/m 03-06-2017 | Hitnotering: (week 1) 10-12-2016 Hitnotering: (week 2 t/m 22) 14-01-2017 t/m 03-06-2017 | Hitnotering: (week 1) 10-12-2016 Hitnotering: (week 2 t/m 22) 14-01-2017 t/m 03-06-2017 | Hitnotering: (week 1) 10-12-2016 Hitnotering: (week 2 t/m 22) 14-01-2017 t/m 03-06-2017 | Hitnotering: (week 1) 10-12-2016 Hitnotering: (week 2 t/m 22) 14-01-2017 t/m 03-06-2017 | Hitnotering: (week 1) 10-12-2016 Hitnotering: (week 2 t/m 22) 14-01-2017 t/m 03-06-2017 | Hitnotering: (week 1) 10-12-2016 Hitnotering: (week 2 t/m 22) 14-01-2017 t/m 03-06-2017 | Hitnotering: (week 1) 10-12-2016 Hitnotering: (week 2 t/m 22) 14-01-2017 t/m 03-06-2017 | Hitnotering: (week 1) 10-12-2016 Hitnotering: (week 2 t/m 22) 14-01-2017 t/m 03-06-2017 | Hitnotering: (week 1) 10-12-2016 Hitnotering: (week 2 t/m 22) 14-01-2017 t/m 03-06-2017 | Hitnotering: (week 1) 10-12-2016 Hitnotering: (week 2 t/m 22) 14-01-2017 t/m 03-06-2017 | Hitnotering: (week 1) 10-12-2016 Hitnotering: (week 2 t/m 22) 14-01-2017 t/m 03-06-2017 | Hitnotering: (week 1) 10-12-2016 Hitnotering: (week 2 t/m 22) 14-01-2017 t/m 03-06-2017 | Hitnotering: (week 1) 10-12-2016 Hitnotering: (week 2 t/m 22) 14-01-2017 t/m 03-06-2017 | Hitnotering: (week 1) 10-12-2016 Hitnotering: (week 2 t/m 22) 14-01-2017 t/m 03-06-2017 | Hitnotering: (week 1) 10-12-2016 Hitnotering: (week 2 t/m 22) 14-01-2017 t/m 03-06-2017 |
| Week:                                                                                   | 1                                                                                       |                                                                                         | 2                                                                                       | 3                                                                                       | 4                                                                                       | 5                                                                                       | 6                                                                                       | 7                                                                                       | 8                                                                                       | 9                                                                                       | 10                                                                                      | 11                                                                                      | 12                                                                                      | 13                                                                                      | 14                                                                                      | 15                                                                                      | 16                                                                                      | 17                                                                                      | 18                                                                                      | 19                                                                                      | 20                                                                                      | 21                                                                                      | 22                                                                                      |                                                                                         |
| --------------------------------------------------------------------------------------- | --------------------------------------------------------------------------------------- | --------------------------------------------------------------------------------------- | --------------------------------------------------------------------------------------- | --------------------------------------------------------------------------------------- | --------------------------------------------------------------------------------------- | --------------------------------------------------------------------------------------- | --------------------------------------------------------------------------------------- | --------------------------------------------------------------------------------------- | --------------------------------------------------------------------------------------- | --------------------------------------------------------------------------------------- | --------------------------------------------------------------------------------------- | --------------------------------------------------------------------------------------- | --------------------------------------------------------------------------------------- | --------------------------------------------------------------------------------------- | --------------------------------------------------------------------------------------- | --------------------------------------------------------------------------------------- | --------------------------------------------------------------------------------------- | --------------------------------------------------------------------------------------- | --------------------------------------------------------------------------------------- | --------------------------------------------------------------------------------------- | --------------------------------------------------------------------------------------- | --------------------------------------------------------------------------------------- | --------------------------------------------------------------------------------------- | --------------------------------------------------------------------------------------- |
| Positie:                                                                                | 45                                                                                      | uit                                                                                     | 27                                                                                      | 15                                                                                      | 9                                                                                       | 6                                                                                       | 6                                                                                       | 3                                                                                       | 4                                                                                       | 3                                                                                       | 3                                                                                       | 6                                                                                       | 3                                                                                       | 9                                                                                       | 8                                                                                       | 7                                                                                       | 11                                                                                      | 17                                                                                      | 21                                                                                      | 24                                                                                      | 39                                                                                      | 44                                                                                      | 50                                                                                      | uit                                                                                     |

### NPO Radio 2 Top 2000
| Nummer met noteringen in de NPO Radio 2 Top 2000 | '17  | '18  | '19 | '20  | '21  | '22  | '23  |
| ------------------------------------------------ | ---- | ---- | --- | ---- | ---- | ---- | ---- |
| I Feel It Coming                                 | 1697 | 1516 | -   | 1808 | 1572 | 1585 | 1693 |

1. ↑  Een '-' betekent dat het nummer niet was genoteerd en een vetgedrukt getal geeft de hoogste notering aan.
2. ↑  2017 was het eerste jaar met een notering voor dit nummer.
3. ↑  Deze tabel is bijgewerkt tot en met de laatste editie (2024).